# Élections municipales partielles françaises de 1995
Des élections municipales partielles ont lieu en 1995 en France.

## Bilan
| Partis       | Partis                    | Maires sortants | Maires élus | Évolution     |
| ------------ | ------------------------- | --------------- | ----------- | ------------- |
|              | Parti communiste français | 1               | 1           |               |
| Total gauche | Total gauche              | 1               | 1           | en stagnation |

## Élections

### Hérin(Nord)
- Maire sortant : Michel Bassez (PCF)
- Maire élu ou réélu : Michel Bassez (PCF)

- Contexte : démission de plus d'un tiers (13) des membres du conseil municipal

| Tête de liste            | Tête de liste      | Liste          | Premier tour | Premier tour | Second tour | Second tour | Sièges |  |
| Tête de liste            | Tête de liste      | Liste          | Voix         | %            | Voix        | %           | CM     |  |
| ------------------------ | ------------------ | -------------- | ------------ | ------------ | ----------- | ----------- | ------ |  |
|                          | Michel Bassez *    | PCF            | 758          | 38,79        | 835         | 41,54       | 19     |  |
|                          | Philippe Massaro   | DVD            | 658          | 33,67        | 718         | 35,72       | 5      |  |
|                          | Alphonse Delpointe | PCF diss. - PS | 538          | 27,53        | 457         | 22,73       | 3      |  |
|                          |                    |                |              |              |             |             |        |  |
| Inscrits                 | Inscrits           | Inscrits       | 2 592        | 100,00       | 2 592       | 100,00      |        |  |
| Abstentions              | Abstentions        | Abstentions    | 574          | 22,14        | 546         | 21,06       |        |  |
| Votants                  | Votants            | Votants        | 2 018        | 77,86        | 2 046       | 78,94       |        |  |
| Blancs et nuls           | Blancs et nuls     | Blancs et nuls | 64           | 2,47         | 36          | 1,39        |        |  |
| Exprimés                 | Exprimés           | Exprimés       | 1 954        | 75,38        | 2 010       | 77,54       |        |  |
| * Liste du maire sortant |                    |                |              |              |             |             |        |  |